# Aquilaria crassna
Aquilaria crassna is een soort uit de peperboompjesfamilie (Thymelaeaceae). Het is een groenblijvende boom die voorkomt in Indochina. De soort staat op de Rode Lijst van de IUCN geklasseerd als 'kritiek'. De boom bereikt een hoogte tussen 15 en 20 meter. 
De boom groeit verspreid in primaire en secundaire bossen op rotsachtige, ondiepe ferralitische grond, vaak langs beken en op hoogtes tot op 1000 meter.
De boom levert agarhout, een harsachtig kernhout dat wordt verwerkt in wierook en parfums.